# Рон (певец)
Рон (на италиански: Ron), псевдоним на Розалѝно Челамàре (на италиански: Rosalino Cellamare) е италиански певец, автор на песни и музикант.
Сред основните автори на песни от своето поколение, по време на кариерата си той е удостоен с множество награди, включително две награди „Лунеция“, Венецианска музикална награда, Наградата на критиката „Миа Мартини“', Награда „Бинди“ и Награда „Тенко“ за цялостна кариера. През 1996 г. зaедно с Тоска печели Фестивала на италианската песен в Санремо с песента „Бих искал да те срещна след 10 години“.

## Биография

### Начало
Розалино Челамаре е родена в градчето Дорно, регион Ломбардия,  Северна Италия. Израства в град Гарласко, на няколко километра по-далеч, в семейство от пулийски произход (дядо му по бащина линия е от град Трани). Баща му Савино търгува със зехтин, а по-големият му брат Итало е пианист (който по-късно свири в някои от неговите записи, например в албума Dal nostro livello) и го запознава с музиката.
Взима уроци по пеене при проф. Аделе Бартоли, която го записва от много малък в различни певчески конкурси: първият значим конкурс е през 1967 г. – четвъртото издание на Панаира на италианската песен в Милано (организиран от маестро Анджело Камис).
В едно от тези състезания той изпява „24 000 целувки“ на Адриано Челентано и е забелязан от търсач на таланти на италианския лейбъл RCA. Рон заминава за Рим с баща си, който подписва договора (тъй като Розалино все още е непълнолетен) за лейбъла Ит с Винченцо Макочи, разпространяван от RCA. По този повод в студията на звукозаписната компания Рон се запознава с Лучо Дала и Ренато Дзеро.

### 1970-те години
През 1969 г. участва, без все още да е записал плоча, в „Кантаджовани“ – пътуващо музикално събитие, организирано от RCA, в което участва с други изпълнители от лейбъла като Габрила Фери, Уголино, Бертас, Кристи и др. Дебютният му запис е само с първото му име Розалино на 16 години на Фестивала в Санремо през 1970 г. заедно с Нада, която пее „Тате, кажи го на мама“ (Pa' diglielo a Ma' ). Той е трябвало да пее Occhi di ragazza в дует със Санди Шоу, но песента е счетена за неподходяща от комисията на фестивала (записана е малко след това от Джани Моранди и се радва на голям успех).
През 1971 г. на певческия конкурс „Диск за лятото" (Un disco per estate) той представя песен, написана от Паола Палотино и Лучо Дала – „Гигантът и детето“ (Il Gigante e il bambino), която се занимава с темата за насилието срещу непълнолетните. Тя също търпи цензура на дума („лице на същество“ вместо „гърди на същество“) и на стих ( „Великанът сега стои с меча си на любовта и плачейки, реже цветето, преди да бъде стъпкано“ става „Но никой не може да я събуди от лекия ѝ сън, гигантът е планина, а момиченцето сега е сняг"). Песента се радва на успех.
През същата година Рон пише с Лучо Дала саундтрака на филма „Мортадела“ (La mortadella) на Марио Моничели от 1971 г. (със София Лорен, Джиджи Пройети, Сюзън Сарандън и Дани Де Вито). Някои от песните, включително „Историята на Мадалена“ (La storia di Maddalena), са записани от самата София Лорен, докато Лучо Дала след това използва инструменталното въведение на песента в песента си L'auto targata «TO» от албума си Il giorno aevava cinque teste.
В края на 1971 г., по време на пътуване с кораб до Сицилия, Рон пише „Пиаца Гранде“ (Piazza Grande) заедно с Лучо Дала за музиката и Джанфранко Балдаци и Серджо Бардоти за текста. Песента е представена от Дала на Фестивала в Санремо през 1972 г., където се класира на 4-то място и става негов евъргрийн, също записан на португалски от певицата Амалия Родригеш. Рон е в състава от четирима китаристи, който акомпанира Лучо Дала на сцената на фестивала и поради вълнение пропуска началото на песента, поради което трябва да спрат с целия оркестър и да започнат отново.
През същата година Рон участва в конкурса Un disco per l'estate с песента „История на двама приятели“ (Storia di due amici) с текст на Умберто Донато (калабрийски текстописец от Пицо). Той пише и „Днес, утре, завинаги“ (Oggi, domani, sempre) за Вана Брозио – тематичната песен за телевизионната програма Oggi musica.
През 1972 г. записва италианската версия на Father and Son на Кат Стивънс (Figlio mio, padre mio).
През февруари 1973 г. издава първия си музикален албум, използвайки своето фамилно име от тук нататък: „Гората на любовниците“ (Il bosco degli amanti), чието заглавие е взето от едноименната песен с текст на Умберто Донато, който включва песента „Принцеса“ (Principessa).
През ноември 1973 г. излиза неговият нов албум „От нашето ниво“ (Dal nostro livello), който съдържа „Беше моя земя“ (Era la terra mia) и „Черните деца не миришат на лакриц“ (I bimbi neri non sanno di liquirizia). В албума влизат песни, взети от темите на ученици – деца на емигранти от основното училище в град Чинизело Балсамо, за които Рон пише музика, а текстовете са адаптирани от Джанфранко Балдаци. Проектът се превръща в турне, продуцирано от Малък милански театър и е повторен на около 20 дати.
През 1975 г. Рон издава третия си албум „Изживявания“ (Experienze), в който, подобно на предишните два, той е автор на музиката, а Джанфранко Балдаци – на текста.
През 1976 г. певецът пуска песента „Да живее голямата любов“ (Evviva il grande amore) с текст на Могол и музика на Джиджи Рици, китари и хор на Иван Грациани, публикувана също така през 2008 г. в албума му „Когато ще мога да обичам“ (Quando sarò capaca di amare). Рон почти напълно прекъсва кариерата си като певец, за да се посвети на киното. Между 1975 и 1979 г. той играе във филмите „Частни уроци“ (Lezioni private) на Виторио де Систи, „Анезе отива да умре“ (Agnese va a morire) на Джулиано Монталдо, „В името на папата крал“ (In nome del Papa Re) на Луиджи Мани и „Тури и паладините“ (Turi i i paladini) на Анджело Д'Алесандро. Появява се и в отделни епизоди на няколко телевизионни сериала, заснети за английската и френската телевизия.
През 1977 г. с Лучо Дала, Тереза Де Сио, Клаудио Лоли и други участва в рок операта L'Eliogabalo - Operetta Irrealista – албум на театралния автор Емилио Локурчо.
След като се премества при лейбъла „Спагети Рекърдс“ на Алесандро Коломбини (тогавашен продуцент на Лучо Дала, Едоардо Бенато и PFM), през 1978 г. той се завръща в звукозаписното студио и със сингъла си „Зелени очи, спокойни морета“ (Occhi verdi mari calmi) участва в тазгодишното издание на Фестивалбар със скромни резултати (въпреки че песента е предшественик на звученето в следващите му албуми).
На 20 декември 1978 г. участва като музикант и солист в концерта на живо @ RTSI на Лучо Дала за швейцарската телевизия RTSI (от който е взет CD + DVD бокс сет, издаден през 2001 г.).
След тези първи записи Рон започва да работи в студиото, чувствайки нуждата да търси собствената си творческа идентичност, без да се разпознава в т. нар. „ангажирани“ автори на песни. Неговите модели всъщност са Дейвид Боуи, Лу Рийд, Кет Стивънс, Джеймс Тейлър. Той започва да се грижи като музикант и аранжор за произведенията на колегите си, превръщайки се по дефиниция в music maker, с което кара да го забележат. Така през 1979 г. Лучо Дала и Франческо Де Грегори го извикват като китарист и куратор на аранжиментите на турнето им Banana Republic, което събира стотици хиляди зрители на най-големите стадиони в Италия и от което са направени албум и филм. По време на тези концерти Рон получава възможността да участва като солист в песните „Италианските момчета“ (I ragazzi italiani) и „Как е?“ (Come va). За случая той пише музиката на песента „Ще бъде така“ (Così sarà) по текст на Дала и Де Грегори, които я пеят на сцената и която след това е вмъкната на гърба на малката им плоча Ma come fanno i marinai. Опитът, който придобива в това много важно събитие, оказва фундаментално влияние върху следващия албум на Рон, който отваря една от най-важните глави в кариерата му.

### 1980-те години
През 1980 г. излиза албумът му „Град за песни“ (Una città per cantare). Той съдържа едноименната песен – италианската кавър версия на песента The Road на американския певец и автор на песни Дани О'Кийф, записана през 1977 г. от калифорниеца Джаксън Браун, както и други песни, написани с Дала:Io ti cercherò, Nuvole, Tutti i cuori viaggianti и др., с изключение на „В пустинята“ (Nel deserto) с текст от Де Грегори и „По дяволите музиката“ (Mannaggia alla musica), изцяло от Де Грегори. В записа с Рон, наред с други, свирят Рики Портера, Шел Шапиро и PFM в пълен състав. Това е първият му голям успех и в него той за пръв път се появява под псевдонима Рон.
Също през 1980 г. публикува EP-то Q Concert заедно с Горан Кузминач и Иван Грациани, съдържащ три техни песни и неиздаваната песен, написана и изпята заедно – „Песен без лъжи“ (Canzone senza inganni), последвано от турне на тримата изпълнители .
Насърчен от своя приятел Лучо Дала, Рон започва да пише текстове, които се озовават в албума му „В центъра на музиката“ (Al centro della musica)) от 1981 г., който повтаря успеха на предишния му албум. Сред песните се „Тръгваше се“ (Si andava via) с текст на певеца-автор на песни Ренцо Дзеноби и „Стрела в дъното на сърцето“ (Una freccia in fondo al cuore).
1982 е годината на победата му във Фестивалбар с песента ,Душа“ (Anima), съдържаща се в албума му „Виж ти кой виждам“ (Guarda chi si vede), записан след двумесечно пътуване до САЩ по желание на лейбъла RCA, където Рон успява да се срещне с хора като Лу Рийд, Пол Анка и Хол и Оутс.
Също от 1982 г. е албумът му „Всички пътуващи сърца“ (Tutti cuori viaggianti), съдържащ песента „Разбра ли или не?“ (Hai capito o no?) – италианска версия на I Can't Go for That (No Can Do) на дуото Хол & Оутс. Записът (в който участват група Стадио, Лучо Дала и Джани Моранди) е записан на живо в студиото пред публика от почитатели и журналисти. Рон участва и в благотворителния проект La terra è gialla e il cielo blu в полза на AIRC – това е колекционерска плоча (с обложка на Алиджи Сасу) с 14 певци от италианския хит парад.
През 1983 г. излиза албумът му „Калипсо“ (Calypso), който включва песнитеа „Мечта“ (Sogno) и „За тази нощ, която се спуска“ (Per questo notte che cade giù), продуциран от Мауро Малавази и с участието на китариста Джими Вилоти и двама членове на група „Стадио“ (Рики Портера и Фабио Либератори).
През 1984 г. Рон се радва на голям успех със сингъла си Joe Temerario, съдържащ се в компилацията „Големите успехи на Рон“ (I grandi successi di Ron). Песента е джингъл на телевизионното предаване „Доменика Ин“ и е използвана от Марио Моничели във филма му „Да се надяваме да е момиче“ (Speriamo che sia femmina), в който Рон играе ролята на самия себе си.
Певецът участва с името Розалино Челамаре в дебютния албум на Лука Карбони „...Междувременно Дъстин Хофман не пропуска филм“ (...intanto Dustin Hoffman non sbaglia un film).
През същата година излиза фотокнигата „Рон разказва за себе си“ (Ron si racconta) под редактията на Клаудио Гало и Клей Логан с текстове на Джанфранко Балдаци и включваща снимки с Пол Анка и Лу Рийд от американския му период.
Следващият албум от 1985 г. е озаглавен просто Ron и съдържа силните парчета „Тереза и Микеле“ (Teresa e Michele), „Да поговорим малко за теб“ (Parliamo un po' di te), „Катерина“ (Caterina) (в което той дуетира с дебютантката Анджела Баралди) и „Ние блажените“ (Beati noi). Сред музикантите също са Лучо Дала (кредитиран с псевдонима Доменико Спуто) и Гаетано Курери (от група „Стадио“).
Рон е един от изпълнителите в благотворителния проект „МузикаИталия за Етиопия“, записвайки песента Volare (Nel blu dipinto di blu) с много италиански колеги, приходите от която са дарени на населението на африканската държава.
През 1986 г. излиза албумът му „Италия е, която върви“ (È Italia che va), воден от успеха на едноименния му сингъл – финалната тема на телевизионната наградна игра Pentatlon, водена от Майк Бонджорно, и от „Господар на сърцето ти“ (Padrone del tuo cuore).
През 1988 г. излиза вторият му албум на живо „Светът ще да има страхотна душа“ (Il mondo avrà una grande anima). В него има неиздавани парчета: едноименната песен, представена на Фестивала в Санремо, вдъхновена от доблестта на младия немски летец Матиас Руст, който, избягвайки всякаква система за наблюдение, през 1987 г. всред Студената война, каца с малкия си туристически самолет на Червения площад в Москва, и „Елена“ (Helena), изпята на английски и тематичната песен на 22-те епизода на едноименния фантастичен сериал с участието на актрисата Паола Онофри.
За събитието-проект „ДалаМоранди“ (DallaMorandi) Рон пише музиката на „Мъничка любов“ (Amore Piccolino) и „Отчаяни съучастници“ (Disperati complici), които Джани Моранди записва на плоча и по време на следващото си турне.
През 1989 г. той се посвещава като продуцент, музикант, аранжор и автор на новоизряващия Биаджо Антоначи, известен в Гарласко, където е на военна служба в местната станция на карабиниерите, както и на първия му албум Sono cose che capitano, където Рон дуетира в заглавната песен на албума. Рон композира и саундтрака на филма „Коланът“ (La cintura) по театрален текст на Алберто Моравия.

### 1990-те години
През 1990 г. той пише хита „Внимавайте за вълка“ (Attenti al lupo), първоначално озаглавен La casetta, записан от Лучо Дала за албума му Cambio, който е продаден в милион и половина копия.
С продукцията на Роберто Данè започва друга глава от кариерата на Рон, белязана от подписването на договор за звукозапис с Уорнър Мюзик Груп. Певецът-автор на песни е готов да се посрещне 1990-те години със запис, наречен „Разпери ръце и след това полети“ (Apri le braccia e poi vola), лансиран от синглите „Един момент и за теб“ (Un momento anche per te) и „Момичетата“ (Le ragazze), които се радват на добър комерсиален успех.
През 1992 г. Рон публикува албума си „Листата и вятърът“ (Le foglie e il vento) – един доста вдъхновен албум, подкрепен от внимателното продуценство на Данè и Грег Уолш (международно известен аранжор), който отново се радва на огромен успех. Много песни са избрани като сингли, включително „Не се нуждаем от думи“ (Non abbiam bisogno di parole), която се превръща в една от най-известните му песни, „В очите ти или никога вече“ (Dentro ai tuoi occhi o mai più) и „На стъпка от мечтите ми“ (A un passo dai miei sogni). Две години по-късно е ред на албума му „Ангел“ (Angelo), отново с участието на Данè и Уолш, съдържащ синглите „Подобен съм на теб“ (Sono uguale a te), „Всички имаме ангел“ (Tutti quanti abbiamo un angelo) и „Слънцето и луната“ (Il sole e la luna).
През 1995 г. Рон осъществява една друга своя мечта, като отваря в родния си Гарласко, в стара шоколадова фабрика звукозаписното студио Studio, сега отправна точка за италиански и важни международни продукции.
През 1996 г. той печели Фестивала в Санремо с „Бих искал да се срещна с теб след сто години“ (Vorrei incontrarti fra cent'anni), изпят с Тоска, печелейки и наградата „Воларе“ за най-добра композиция и най-добър текст. По този повод излиза нова компилация с някои от песните му, преразгледани с нов аранжимент, и сингълът „Рани и сълци“ (Ferite e lacrime) – италианска версия на You (хит от 1992 г. на Тен Шарп), избран за летния сезон. През декември 1996 г. Рон участва в четвъртия Коледен концерт във Ватикана с песента „Коледа през цялата година“ (Natale tutto l'anno), съдържаща се в компактдиска Chistmas in Rome.
През 1997 г. излиза албумът му „Звезди“ (Stelle). През 1998 г. той се завръща в Санремо с песента „Пристанище на вятъра“ (Un porto nel vento), включена в преизданието от Санремо на диска.
През 1998 г. излиза книгата „Рон: музика! Художествен портрет на Рон“ (Ron: musica! Un ritratto artistico di Ron), написана от Дина Ризоло.
През 1999 г. излиза 14-ият албум на Рон „Сега“ (Adesso). Той е написан изцяло в хижа в Ливиньо.

### 2000-те години
На 27 февруари 2000 г. Рон отбеляза 30 години кариера с издаването на двойния си албум 70/00, съдържащ 13 от големите му успехи в дует с Джани Моранди, Биаджо Антоначи, Тоска, Лучо Дала, Луна и Джаксън Браун, както и 3 неиздавани песни: „ Ние“ (Noi), която става и видеоклип с Орнела Мути, „Времето не е свършило“ (Non è finito il tempo) и „Там долу“ (Laggiù), и с телевизионната програма „Град за песни“ (Una città per cantare), записана в Аудиториума на Rai в Неапол и изцяло посветена на него. Дуетът с Джаксън Браун Una città per cantare / The road, изпят отчасти на италиански и отчасти на английски, е записан на живо на великолепния Херцогски площад във Виджевано. Видеото от изпълнението все още не е публикувано.
През 2001 г. Рон създава своя собствен независим лейбъл Le Foglie e il Vento.
През 2001 г. той записва хита „Отлетя“ (Sei volata via) – една от най-пусканите песни по италианското радио през годината, с текст на Джованоти. Наскоро издаденият албум, озаглавен „Стъклени сърца“ (Cuori di vetro), включва песни, написани в сътрудничество с Франческо Де Грегори, Ренцо Дзеноби, Ренато Дзеро, Джанлука Гриняни и Кармен Консоли.
През 2002 г. Пино Даниеле го кани на серия концерти на самия Даниеле с Франческо Де Грегори и Фиорела Маноя. „Великолепната четворка“ (i Fab Four), както ще бъдат наречени, дава живот на турне, в което се изявяват заедно в някои от най-големите италиански места пред публика от около 250 хил. души. От събитието излизат двойно CD и DVD, които достигат веднага върха на италианските класации.
В края на 2002 г. Rai иска да го върне като главен герой на шоу в праймтайма. Така се ражда „Приятели мои“ (Amici miei) – шоу, което отново се върти около песните на Рон и неговите приятели, участващи в албума му „Стъклени сърца“.
През февруари 2004 г. излиза концептуалният му албум „Гласовете на света“ (Le voci del mondo), вдъхновен от едноименния роман на Роберт Шнайдер, с музика на Рон и с текстове на Алфредо Рапети (известен още като Кеопе).
На 9 септември 2004 г. той е сред главните действащи лица на концерта в почит към Лучо Батисти, където пее „Мартенски градини“ (I giardini di marzo), и на последвалия албум, издаден от Би Ем Джи Риорди и CAM Edizioni Musicali за сп. TV Sorrisi e Canzoni.
През януари 2005 г., между виното и музиката, способни да обединяват, утешават и развеселяват, Рон представя пред публиката своята марка вино Fracent'anni, което е и името на червеното и бялото му вино.
През октомври 2005 г. като притурка на в. Кориере дела Сера излиза албумът му „Но когато казваш любов“ (Ma quando dici amore), съдържащ 13 дуета с 14 големи изпълнители на италианската и международна музикална сцена (Ангун, Клаудио Балиони, Самуеле Берсани, Лоредана Бертè, Лука Карбони, Кармен Консоли, Лучо Дала, Елиза, Джованоти, Марио Лавеци, Ники Николай и Стефано Ди Батиста, Раф и Тоска) и ромска песен с Ренато Дзеро. Всички приходи от продажбата на албума са дарени на AISLA – италианската асоциация по амиотрофична латерална склероза, на която Рон е лице и част от борда на директорите (президент е неговият скъп приятел Марио Мелацини). За да даде на проекта още по-голяма видимост, през 2006 г. той се завръща на Фестивала в Санремо с песента „Звездният човек“ (L'uomo delle stelle).
През май 2007 г. излиза сингълът му „Любовта е резервоар“ (L'amore è una bombola) и започва дълга поредица от концерти, които го отвеждат от единия край на Италия до другия. В същата година той си сътрудничи с Ивана Спаня и Тристан Би –- малтийски изпълнител в албума на Би.
През октомври 2007 г. излиза албумът му на живо „Розалино Челамаре - Рон на концерт“ (Rosalino Cellamare - RON - in concerto), записан на живо с акомпанимента на Тосканския джаз оркестър. Албумът, воден от единствената непубликувана песен – „Песен на водата“ (Canzone dell'acqua) с текст на Ренцо Дзеноби, излиза също и на DVD, което съдържа интервю на Наташа Стефаненко с Рон по време на разходката им из Гарласко – град, в който той живее и до днес.
През май 2008 г. излиза албумът му с неиздавани песни „Когато ще бъда способен да обичам“ (Quando sarò capace di amare), който получава заглавието си от песен от 1994 г. на Джорджо Габер. Албумът съдържа 10 песни, написани с важни сътрудници като Нефа, Ренцо Дзеноби, Кабалà и изсвирени с Лучо Дала и Алекс Брити.
Рон винаги е обичал актьоркото майсторство, така че в началото на 2009 г. той играе на сцената в пиесата „Другата страна на Рон“ (L'altra parte di Ron), продуцирана от F&P Group и режисирана от Стефано Дженовезе. Той изпълнява двойната роля на певец и актьор като единствено действащо лице. Сам на сцената, в театрални концерти той играе всички персонажи, които са били герои в живота му през годините, превръщайки се в отправна точка за музикални пътешествия, размисли и истории. Рон пее, обсъжда, разсъждава върху самия себе си, като всичко това е поставено на сцена като отражение в огледалото на паметта му: неговият колега-музикант, неговият приятел от детството, майка му, неговият съсед, като всичко това е подправено с емоциите, които той е дарил на феновете си за 40 години музика.
През април 2009 г. участва в записа на песента Domani 21/04.2009 на Мауро Пагани, като приходите от нея са дарени на населението, засегнато от земетресението в Акуила. През същата година участва в албума на Клаудио Балиони Q.P.G.A., като пее в песента „Моята свобода“ (Mia libertà).

### 2010-те години
По повод 40-годишната му кариера излиза книгата „Рон разказва за себе си, радостта да правиш музика“ (Ron si racconta, la gioia di fare musica), написана от Андреа Педринели. През същата година Рон осъществява още една страхотна мечта: той открива музикалното ателие „Град за песни“ в Гарласко като ориентир за онези, които искат да открият таланта си в областта на музиката.
Певецът открива част 2 от поредицата „Кабо Верде, земя на любовта“ (Capo Verde, terra d'amore), продуциранa за Световната хранителна програма на ООН от Алберто Цепиери, дуетирайки със Сезария Евора в „Гласът на любовта“ (La voce dell'amore). Участва и в записа на албума „Вече е неделя“ (È già domenica) на група Статуто в дует със солиста им Оскар Джамаринаро в песента „Град за песни“ (Una città per cantare), на която торинската група иска да отдаде почит. На 11 февруари 2011 г. Рон продължава сътрудничеството си със Статуто, като участва в албума им на живо Undici по време на концерт в клуб Хирошима мон амур.
През есента на 2011 г. участва като вокален педагог в телевизионното шоу за таланти Star Academy.
На 29 януари 2013 г. издава Way Out – албум, който съдържа 12 кавъра на английски и американски автори на песни като Джон Мейър, Дейвид Грей, К'наан, Бен Хауърд, Деймиън Райс, Джейми Кълъм, Амос Лий, Майкъл Киванука, Уийпийс, Алекси Мърдок, The Boy Who Trapped The Sun и Badly Drawn Boy. Албумът е записан на живо в дома му в Гарласко.
Той участва във Фестивала в Санремо през 2014 г. с песните Sing in the Rain, написана в съавторство с Матиа Дел Форно, и „Уникална прегръдка“ (Un abbraccio unico), елиминирани още на първата вечер. За четвъртата вечер, посветена на авторите на песни, той пее „Скъпа“ (Cara) на Лучо Дала.
През февруари 2014 г. излиза албумът му „Уникална прегръдка“ (Un abbraccio unico), продуциран от Роберто Вернети, който вижда сътрудничеството с Матия Дел Форно в няколко песни.
На 13 октомври 2015 г. е издадена неговата автобиография „Кой знае дали го знаеш (Цял един живот, за да търсиш мен)“ (Chissa se lo sai (Tutta una vita per cercare me)), написана със сътрудничество със Стефано Дженовезе.
На 11 март 2016 г. излиза двойният му албум „Силата да кажеш „да““ (La forza di dire si). Подобно на албума му Ma quando dici amore от 2005 г. албумът е насочен към набиране на средства за AISLA – асоциация, която се занимава с изследвания срещу амиотрофична латерална склероза. В него участват 26 италиански изпълнители, които изпълняват множество хитове в дует с Рон, обхващащи целия период от кариерата му като певец и автор на песни.
През февруари 2017 г. Рон участва в 67-ия Фестивал в Санремо с песента „Осмото чудо“ (L'ottava meraviglia), отпадайки на полуфинала. Песента заедно с неиздаваната досега „На края на света“ (Ai confini del mondo) е включена в преизданието на албума La forza di dire sì, издаден предишната година.
На 15 декември 2017 г. по време на програмата Sarà Sanremo е обявено участието му във Фестивала в Санремо 2018 с песента „Поне си мисли за мен“ (Almeno pensami), написана от Лучо Дала и включена в албума на Рон „ Лучо! (Lucio!). В този албум певецът отдава почит на Дала с някои от най-известните му песни. Рон се радва на добър успех, оставайки високо във временното класиране през всички вечери, класирайки се на финала на четвърто място и също така получавайки Наградата на критиката „Миа Мартини“, в резултат на което има най-много гласували за него, надминавайки изпълненията на триото „Орнела Ванони, Бунгаро, Пачифико“ и на Макс Гацè.
На 31 август 2018 г. той е главно действащо лице на телевизионната програма Lucio!, излъчена по Canale 5, заедно с Мишел Хунцикер и много други изпънители в памет на Лучо Дала. Концертът е записан на 2 юни 2018 г. в Римския театър във Верона. От него излиза CD-то Lucio! Live.
През февруари 2019 г. той приема поканата на Паоло Кесисоглу и с други изпълнители записва песента C'è da fare – песен за Генуа, за да помогне на хората, засегнати от срутването на моста Моранди.
На 23 декември 2019 г. турнето Lucio! завършва в Болоня след почти 2 години.

### 2020-те години
На 9 януари 2020 г. по италианските кина излиза „Хамамет“ (Hamamet) – филм, посветен на последните шест месеца от живота на Бетино Кракси с участието на Пиерфранческо Фавино, в чийто саундтрак има две песни на Рон: „Бих искал да те срещна след сто години“ и „Пиаца Гранде“ .
На 28 май 2021 г. той пуска сингъла „Жител на небесно тяло“ (Abitante di un corpo celeste), който предшества излизането на новия му албум, планиран за края на годината. На 3 август 2021 г. певецът обявява, че албумът му ще излезе в началото на 2022 г. по повод 50-годишнината от кариерата му. На 22 октомври 2021 г. той пуска втория сингъл – „Аз съм син“ (Sono un figlio). 
На 6 май 2022 г. излиза третият му сингъл, озаглавен „Повече отколкото съм те обичал“ (Più di quanto ti ho amato).
На 30 септември излиза новият албум на певеца Sono un figlio, съдържащ 13 парчета, посветени на баща му. Това е част от артистичния проект за 50-те години музикална кариера на изпълнителя, който включва между другото обемна двойна колекция от негови хитове ("Non abbiam bisogno di parole") и театрално турне през 2023 г.
На 16 декември 2022 г. е пуснат сингълът „Ще стана самия себе си“ („Diventerò me stesso“). На 31 март 2023 г. излиза петият сингъл „Този вятър“ („Questo vento“), който е изпят с Лео Гасман, издаден, докато Рон е на турне в театрите с групата си. За видеоклипа на песента на 25 май той е награден с наградата „Рома Видеоклип“: „Киното се среща с музиката“. На 13 август Rai 1 му посвещава епизод от Techetechete' по случай 70-ия му рожден ден.
На 20 март 2023 г. с Театър „Аристон“ в Санремо Рон получава престижната италианска музикална награда „Тенко“ за цялостна кариера.

## Личен живот
Певецът е доста резервиран относно личния си живот. Няма деца и никога не се е женил. Има спекулации относно недекларираната му хомосексуалност и за това, че е бил повече от добър приятел с Лучо Дала.

## Певчески конкурси

### Фестивал в Санремо
| Година и категория           | Песни                                | Дует с                 | Класиране     |
| ---------------------------- | ------------------------------------ | ---------------------- | ------------- |
| Санремо изпълнители 1970 г.  | Pa' diglielo a ma'                   | Нада                   | 7             |
| Санремо изпълнители 1988 г.  | Il mondo avrà una grande anima       |                        | 21            |
| Сан Ремо изпълнители 1996 г. | Vorrei incontrarti fra cent'anni     | Тоска                  |               |
| Санремо изпълнители 1998 г.  | Un porto nel vento                   |                        | 9             |
| Сан Ремо изпълнители 2006 г. | L'uomo delle stelle                  | Тоска и Лоредана Берте | Полуфиналист  |
| Санремо изпълнители 2014 г.  | Sing in the rain/ Un abbraccio unico |                        | 13            |
| Санремо изпълнители 2017 г.  | L'ottava meraviglia                  |                        | Не е финалист |
| Санремо изпълнители 2018 г.  | Almeno pensami                       | Аличе                  | 4             |

### Фестивалбар
- Фестивалбар 1978 - Occhi verdi mari calmi (конкурс DiscoVerde)
- Фестивалбар 1981 - Al centro della musica
- Фестивалбар 1982 - Anima (песен победителка)[31]
- Фестивалбар 1990 - Un momento anche per te
- Фестивалбар 1993 - A un passo dai miei sogni
- фестивалбар 1995 - Il sole e la luna
- Фестивалбар 1996 - Ferite e lacrime

## Дискография

### Студийни албуми
- 1973 - Il bosco degli amanti
- 1973 - Dal nostro livello
- 1975 - Esperienze
- 1980 - Una città per cantare
- 1981 - Al centro della musica
- 1981 - Q Concert (И. Грациани, Рон, Г. Кузминач)
- 1982 - Guarda chi si vede
- 1983 - Calypso
- 1983 - Tutti i cuori viaggianti
- 1985 - Ron
- 1986 - È l'Italia che va
- 1988 - Il mondo avrà una grande anima
- 1990 - Apri le braccia e poi vola
- 1992 - Le foglie e il vento
- 1994 - Angelo
- 1996 - Vorrei Incontrarti tra cent'anni
- 1997 - Stelle
- 1999 - Adesso
- 2001 - Cuori di vetro
- 2004 - Le voci del mondo
- 2005 - Ma quando dici amore
- 2008 - Quando sarò capace d'amare
- 2013 - Way Out
- 2014 - Un abbraccio unico
- 2016 - La forza di dire sì
- 2018 - Lucio!
- 2022 - Sono un figlio

### Концертни албуми
- 1983 - Tutti cuori viaggianti
- 1988 - Il mondo avrà una grande anima
- 2002 - In tour (c Фиорела Маноя, Франческо Де Грегори и Пино Даниеле)
- 2007 - Rosalino Cellamare - RON - in concerto
- 2019 - Lucio!!

### Компилации
- 1981 - Incontro con Ron (Spaghetti Records)
- 1982 - RON (Spaghetti Records)
- 1984 - I grandi successi di Ron (Sigla Quattro)
- 1984 - Super Ron (Spaghetti Records)
- 1993 - Ron (RCA)
- 1996 - Vorrei incontrarti fra cent'anni (WEA – CD)
- 1996 - Superbest (RCA)
- 1997 - A modo mio (BMG Ricordi)
- 2000 - 70/00 (CGD East West – двойнo CD)
- 2001 - I miti (BMG Ricordi)
- 2002 - Beccati 'sta canzone (BMG Ricordi)
- 2003 - Ron (RCA-BMG Ricordi)
- 2006 - Le più belle canzoni di Ron
- 2013 - Un'ora con Ron

### Миниалбуми
- 1972 - Il gigante e la bambina, Cielo di maggio cielo di giugno/Strade su Strade, Figlio Mio Padre Mio (TP-638 RCA Victor)
- 1973 - Pa' diglielo a Ma',Occhi di Lillà/...Fino a morire, Felicità (TP-662 RCA Victor)
- 1980 - Q Concert (c Иван Грациани и Горан Кузминач)

### Сингли
- 1970 - Pa' diglielo a ma'/Occhi di lillà (It, ZT 7002)
- 1970 - Passeggiata/Dolce Susanna (It, ZT 7004)
- 1970 - Fino a morire/Felicità (It, ZT 7007), излязъл и с формат juke-box страна в "Daniela Modigliani - La vita non finisce stasera - Apollo", страна B в "Rosalino - Fino a morire - It", пбщ кат. номер JBZTA 101 - година 1970)
- 1971 - Il gigante e la bambina/Strade su strade (It, ZT 7012)
- 1972 - Figlio mio, padre mio/Cielo di maggio cielo di giugno (It, ZT 7025)
- 1972 - Storia di due amici/Prova a immaginare (It, ZT 7027)
- 1973 - Il bosco degli amanti/Questa casa questo cuore (It, ZT 7043)
- 1973 - Era la terra mia/I bimbi neri non san di liquerizia (RCA Italiana, PM 3740)
- 1975 - Esperienze/Fenomeni naturali (RCA Italiana, TPBO 1107)
- 1976 - Evviva il grande amore/La mia scimmia (RCA Italiana, TPBO 1193)
- 1978 - Occhi verdi mari calmi/Come va? (Spaghetti Records, ZBSR 7061; варинатът на Come va? е различен от последвалите записи от 45 и 33 оборота)
- 1979 - I ragazzi italiani/Come va? (Spaghetti Records, ZBSR 7126)
- 1980 - Una città per cantare/Nuvole (Spaghetti Records, ZBSR 7166)
- 1981 - Al centro della musica/Stelle di dicembre (Spaghetti Records, ZBSR 7215)
- 1982 - Anima
- 1983 - Hai capito o no/Era la terra mia (RCA italiana)
- 1984 - Joe temerario/Voglio andare via (RCA Italiana, PB 6752)
- 1985 - Un poco di vino/I ragazzi italiani (Spaghetti Records)
- 1985 - Teresa e Michele/Caterina (RCA italiana)
- 1985 - Parliamo un po' di te/Beati noi (RCA italiana)
- 1986 - È l'Italia che va (RCA italiana - promo)
- 1988 - Il mondo avrà una grande anima/Helena (RCA italiana)
- 1992 - Non abbiam bisogno di parole
- 1994 - Tutti quanti abbiamo un angelo (WEA - promo)
- 1996 - Vorrei incontrarti fra cent'anni
- 1996 - Ferite e lacrime
- 2001 - Sei volata via
- 2001 - Cambio stagione
- 2004 - Caro amico fragile
- 2006 - L'uomo delle stelle
- 2007 - Canzone dell'acqua
- 2008 - L'amore è una bombola di gas
- 2014 - Un abbraccio unico
- 2014 - Sing in the Rain
- 2014 - America
- 2016 - Una città per cantare (хорова песен, изпята от всички изпълнители в албума La forza di dire sì)
- 2016 - Aquilone
- 2017 - L'ottava meraviglia
- 2017 - Ai confini del mondo
- 2018 - Almeno pensami
- 2018 - Tu non mi basti mai
- 2019 - Tutta la vita
- 2021 - Abitante di un corpo celeste
- 2021 - Sono un figlio
- 2022 - Più di quanto ti ho amato

## Дуети
- C Анна Окса: La promessa (1986)
- С Фиорела Маноя: Non arrendersi (в Canzoni per parlare на Маноя, 1988) и Felicità (в A te на Маноя, 2013).
- Със Самуеле Берсани: Boys in Time (в Stelle на Рон, 1998)
- С Биаджо Антоначи: Sono cose che capitano (в Sono cose che capitano на Антоначи от 1989 г. и в 70/00 на Рон, 2000)
- С Джани Моранди: Occhi di ragazza - Joe Temerario (в 70/00 на Рон, 2000)
- C Джаксън Браун: Una città per cantare (пак там)
- С Лучо Дала: Chissà se lo sai (пак там)
- С Луна: Anima (пак там)
- С Ивана Спаня и Тристан Би: You raise me up
- С Ангун: Catch You (в Ma quando dici amore на Рон, 2005)
- С Кармен Консоли: Cambio stagione (пак там)
- С Клаудио Балиони: Non abbiam bisogno di parole (пак там)
- C Елиза: Ma quando dici amore (пак там)
- С Джованоти: Sei volata via (пак там)
- С Лоредана Берте: Una città per cantare (пак там)
- С Лука Карбони: Anima (пак там)
- С Лучо Дала: Le ragazze (пак там)
- С Марио Лавеци: Cosa sarà (пак там)
- С Ники Николай и Стефано ди Батиста: Chissà se lo sai (пак там)
- С Раф: La pace (пак там)
- С Ренато Дзеро: TRACCIA ROM (пак там)
- Със Самуеле Берсани: Le foglie e il vento (пак там)
- С Тоска: Chissà se lo sai - Quanto amore c'è (пак там) - Vorrei incontrarti fra cent'anni
- С Тоска и Лоредана Берте: L'uomo delle stelle (наживо на Фестивала в Санремо 2006)
- Със Сезария Евора: La Voce dell'Amore на Chantre - Zeppieri (от "Capo Verde, terra d'amore - vol. 2", 2010)
- С Аличе: Almeno pensami (live на Фестивала в Санремо 2018)

## Филмография
- Lezioni private, реж. Виторио Де Систи (1975)
- L'Agnese va a morire, реж. Джулиано Монталдо (1976)
- In nome del Papa Re, реж. Луиджи Мани (1977)
- La riva di Charleston - тв минисериал, 3 епизода (1978)
- Il ritorno di Simon Templar - тв сериал, еп. 1 (1979)
- Il était un musicien - тв сериал, еп. 1 (1979)
- Turi e i paladini, реж. Анджело Д'Алесандро (1979)

## Книги
- Chissà se lo sai: Tutta una vita per cercare me, Segrate, Edizioni Piemme, ISBN 9788856643541

## Отличия
- 1996 – Награда „Воларе“ (най-добра композиция и най-добър текст) за парчето Vorrei incontrarti fra cent'anni.[32]
- 2007 – Специално споменаване на наградата „Лунеция“ за песента Vorrei incontrarti fra cent'anni.[33]
- 2008 – Венециански музикални награди[34]
- 2013 – Награда „Лунеция“ Авторски кавър за музикално-литературната стойност на албума Way out[33]
- 2016 – Награда Анакапри „Бруно Лици“ - авторско перо, за писане на песни и авторски песни.[35]
- 2017 – Награда „Посланик на земите на Пулия “[36]
- 2017 – „ Прекрасен Модуньо“ – Награда на град Полиняно а Маре[37]
- 2018 – Награда на критиката „Миа Мартини“, за песента Almeno Pensami[38]
- 2018 – Специална награда на 16-то издание Видеоклип Рим за кариера и за видеоклипа на песента Almeno pensami[39]
- 2019 – Turrita d'Argento Болоня.[40]
- 2018 – Награда за цялостно постижение „Бинди“[41]
- 2021 – Специална награда - Международен фестивал на видеоклипове ImaginAction, за кариера.[42]
- 2023 - Специална награда - 20-то издание на Рома Видеоклип, Награда „Киното се среща с музиката“ за видеклипа на парчето Questo Vento.
- 2023 - Музикална почит „за човешкия и артистичен пример към новите поколения”от Университетите на Камерата и на Камерино
- 2023 - Награда „Тенко 2023“ за кариера